# ۳۲۷ (قمری)
۳۲۷ (قمری)، سیصد و بیست و هفتمین سال در گاهشماری هجری قمری است. اول محرم این سال برابر با سوم نوامبر سال ۹۳۸ میلادی است.